# Andre Spencer
Andre Devell Spencer (Stockton, 20 luglio 1964 – 4 agosto 2020) è stato un cestista statunitense, professionista nella NBA, in Europa, Asia e Sudamerica.

## Palmarès
- All-CBA First Team (1993)